# Jardin (álbum)
Jardín es el nombre del segundo álbum de estudio de la banda de rock mexicana Liquits.

## Información general
En el 2004 los Liquits firman un contrato discográfico con el sello de Gustavo Santaolalla, Surco Records y Universal Music México, de ahí surge la grabación del disco Jardín producido por Emmanuel del Real y  Andrew Weiss.
Salió al mercado el día 12 de noviembre y entre sus colaboradores en algunas canciones cuenta con Natalia Lafourcade, Joselo Rangel, Quique Rangel y el mismo Emmanuel del Real. Este lanzamiento está precedido por un Maxi Single que incluye el primer sencillo Chido y el video de este sencillo, el cual salió a la venta el 26 de octubre, acompañado por un ¨pin¨ de colección.
El disco Jardin lanzó también los sencillos "Desde que", con un vídeo realizado en Buenos Aires, Argentina con el reconocido director de vídeos Picky Talarico. Y "Jardín", tema que incluye la colaboración de Natalia Lafourcade, tanto en la grabación, como en el video de la misma, realizado por Julián Placencia en la Ciudad de México.

## Lista de canciones
Todas las canciones compuestas y escritas por Liquits, excepto "Desde Que.." escrita y compuesta por Joselo Rangel.
1. "Pachanguero"
2. "Tu Sonrisa"
3. "Jardín" (con Natalia Lafourcade)
4. "Pasto"
5. "Viko (Nube)"
6. "Chido"
7. "Desde Que..." (con Joselo Rangel, Quique Rangel y Emmanuel del Real)
8. "Sola"
9. "Fancy Blue"
10. "Para El Mar"

- Datos: Q18418703